# Rallye San Remo 2001
Rallye San Remo 2001 byla jedenáctou soutěží Mistrovství světa v rallye 2001. Vyhrál zde Gilles Panizzi s vozem Peugeot 206 WRC. Soutěž měla 20 rychlostních zkoušek.

## Průběh soutěže
Jako první startoval Colin McRae s vozem Ford Focus RS WRC. Tým Mitsubishi Ralliart zde poprvé nasadil vůz Mitsubishi Lancer EVO VII WRC, ale Tommi Mäkinen měl problémy s převodovkou. Na prvním testu havaroval Richard Burns s vozem Subaru Impreza WRC. Vedení se po prvním testu ujal Panizzi a později jej překonal jen Jesus Puras s vozem Citroën Xsara T4 WRC. Philippe Bugalski havaroval, ale později se probojoval zpět na třetí pozici. O vítězství bojovali Puras a Panizzi. Na dalších pozicích se ustálilo pořadí Bugalski, Didier Auriol, Sebastien Loeb a Marcus Grönholm. Prvních šest míst tak byly pouze vozy z týmů Citroën Sport a Peugeot Sport. 
V druhé etapě Puras zvyšoval náskok ve vedení ale havaroval a ze soutěže musel odtoupit. Havaroval i Bugalski a dvě Xsary tak ze soutěže odstoupily. Na prvních místech tak byly Peugeoty v pořadí Panizzi a Auriol. Třetí byl Loeb, který zde poprvé startoval s vozem kategorie World Rally Car. Grönholm havaroval ale v soutěži pokračoval. Loeb se posunul na druhé místo. Ve třetí etapě Panizzi udržoval vedení před Loebem a Auriolem. Grönholm měl poruchu posilovače a nabral časovou ztrátu. Naopak dopředu se posouval Carlos Sainz s Focusem, který Grönholma předstihl. Mäkinen měl technické problémy se svým Lancerem a po poruše zavěšení ze seoutěže odstoupil. Panizzi vedení udržel a obhájil své vítězství z Rallye San Remo 2000.

## Výsledky
1. Gilles Panizzi, Hervé Panizzi - Peugeot 206 WRC
2. Sebastien Loeb, Daniel Elena - Citroën Xsara T4 WRC
3. Didier Auriol, Denis Giraudet - Peugeot 206 WRC
4. Carlos Sainz, Luis Moya - Ford Focus RS WRC
5. Renato Travaglia, Zanella Flavio - Peugeot 206 WRC
6. Francois Delecour, Daniel Grataloup - Ford Focus RS WRC
7. Marcus Grönholm, Timo Rautiainen - Peugeot 206 WRC
8. Colin McRae, Nicky Grist - Ford Focus RS WRC
9. Petter Solberg, Phil Mills - Subaru Impreza WRC
10. Simon Jean-Joseph, Jacques Boyere - Peugeot 206 WRC